# Ingeborg-Bachmann-Preis 1981
Der Ingeborg-Bachmann-Preis 1981 war der fünfte Wettbewerb um den Literaturpreis. Der Lesemarathon fand im Rahmen der Woche der Begegnung im Klagenfurter Stadthaus statt.
Nach dem Eklat im Vorjahr war es den teilnehmenden Autoren erstmals gestattet, bei der Besprechung der Texte unmittelbar auf die Kritik der Jury zu antworten. Zudem wurde mit dem Stipendium der Verleger zum ersten Mal ein Preis geteilt; die Dotierung war allerdings im Vergleich zum Vorjahr auch nahezu verdoppelt worden.

## Autoren

### Erster Lesetag
- Emil Zopfi
- Guntram Vesper: Niemands Land (Teilentwurf einer längeren Prosaarbeit)
- Pascal Morché
- Zbigniew Krempf
- Michael Rößner
- Rolf Niederhauser: Nada (Romanauszug)
- Ulrich Schacht: Gesicherte Spiele (Aus einer Erzählung)
- Ilma Rakusa: Zwei wahre Geschichten (Reykjavik und Besuch in Russikon)

### Zweiter Lesetag
- Elfriede Czurda
- Franz Mechsner
- Günter Hein
- Urs Jaeggi: Ruth (Romanauszug)
- Dominik Brun: Schürfungen (Auszug aus einem längeren Prosawerk)
- Margrit Schriber
- Christoph Burgauner
- Eva Demski: Karneval (Romanauszug)

### Dritter Lesetag
- Andreas Nohl: Entzweit
- Pierre Imhasly
- Gisela Zies: Paula (Aus einem längeren Prosawerk)
- Joseph Zoderer: Die Walsche (Romanauszug)
- Klaus Hoffer: Die Strafe
- Adelheid Duvanel: Verfolgung
- Anton Dekan
- Frank-Wolf Matthies: Bericht aus dem Nachlass oder Imago

### Vierter Lesetag
- Thomas Hürlimann: Die Tessinerin
- Elisabeth Meylan
- Christoph Kubelka
- Maja Beutler: Alex

## Juroren
- Humbert Fink
- Hans-Jürgen Fröhlich
- Peter Härtling
- Walter Jens
- Adolf Muschg
- Klara Obermüller
- Marcel Reich-Ranicki
- Gert Ueding
- Heinrich Vormweg
- Ulrich Weinzierl
- Ernst Willner

## Preisträger
- Ingeborg-Bachmann-Preis (dotiert mit 100.000 ÖS): Urs Jaeggi für „Ruth“
- Sonderpreis der Klagenfurter Jury (dotiert mit 75.000 ÖS): Eva Demski für „Karneval“
- Stipendium der Verleger (dotiert mit 50.000 ÖS): Franz Mechsner für „Spaziergang“ und Dominik Brun für „Schürfungen“